# Льюис, Джон
Джон Льюис (англ. John Lewis, 1 февраля 1889 — 12 февраля 1976) — британский проповедник-унитарий, христианский социалист, позднее — философ-марксист. Автор множества произведений по вопросам философии, антропологии и религии.

## Биография
Отец Льюиса, успешный архитектор, был родом из глубоко религиозной валлийской семьи фермеров-методистов. Взгляды молодого Джона противоречили взглядам его отца, и в результате возникших споров отец лишил его наследства.
Обучался богословию, получил степень бакалавра. Сменил вероисповедание, перейдя из церкви методистов в конгрегационалистскую церковь. Обучался богословию в Кембридже и в 1916 г. был назначен в пресвитерианский приход в г. Грейвсенд, графство Кент; в 1924 году перешёл на должность в церковь в г. Бирмингем. Получил степень доктора философии в Бирмингемском университете, защитив диссертацию по творчеству Маркса, и в результате сам стал марксистом.
К 1929 году его взгляды вновь вступили в противоречие с его конфессией, в связи с чем он переехал в Ипсвич на кафедру проповедника-унитария. Здесь его левые проповеди привлекли молодёжь, но оттолкнули более пожилых и более консервативных прихожан. Их жалобы привели к собранию, где большинство голосов высказалось против его отстранения от кафедры.
С 1916 г. участвовал в антивоенном движении, сотрудничал с местным советом профсоюзов, участвовал в манифестациях безработных. С симпатией отнёсся к большевистской революции, что подтолкнуло его изучить русский язык. Также участвовал в скаутском движении, был наставником группы скаутов. По скаутским делам нередко путешествовал в Швейцарию.
Безуспешно принимал участие в парламентских выборах 1935 г. как кандидат лейбористской партии от округа Грейт-Ярмут (Great Yarmouth).
В 1936 году принял активное участие в деятельности чрезвычайно популярного в то время «Клуба левой книги» (Left Book Club), основанного публицистом Виктором Голланцом. В связи с этим Льюис отказался от кафедры проповедника и занялся созданием национальной сети дискуссионных групп клуба, которая в результате превратилась в подобие политической партии людей, разочарованных в традиционных левых партиях (лейбористов и коммунистов).
Во время Второй мировой войны был лектором британской армии, работал в Корпусе Армейского образования (Army Education Corps) и Бюро армии по текущим проблемам (Army Bureau of Current Affairs). Считался специалистом по СССР.
В 1946—1953 годах был редактором марксистского журнала The Modern Quarterly. Нередко полемизировал с известными философами своего времени; одним из известных его оппонентов был Луи Альтюссер. В книге «Наука, вера и скептицизм» высказывал взгляды, близкие к позитивизму.
В 1950—1960 гг. в СССР был издан ряд его книг в русском переводе (одной из переводчиц была дочь Сталина С. Аллилуева).

## Сочинения
- The Old Testament in the 20th Century
- A Faith to Live By
- Christianity and the Social Revolution (Ed.)
- Textbook of Marxist Philosophy (Ed.)
- Douglas Fallacies: A Critique of Social Credit
- The Philosophy of the Soviet State
- An Introduction to Philosophy
- The Case Against Pacifism
- Marxism and Modern Idealism
- The Basis of Soviet Philosophy
- Marxism and the Open Mind
- Religions of the World
- Science, Faith, and Scepticism (Льюис Д. Наука, вера и скептицизм. М.: «Прогресс», 1966).
- Anthropology
- Socialism and the Individual (Социализм и личность)
- A History of Philosophy
- Man and Evolution (Льюис Д. Человек и эволюция. Пер. с англ. С. Аллилуевой. М.: Прогресс, 1964. — 156 с.)
- The Life and Teaching of Karl Marx
- Bertrand Russell: Philosopher and Humanist
- Naked Ape or Homo sapiens?
- The Left Book Club: An Historical Record
- The Marxism of Marx
- Marxism and the Irrationalists
- The Uniqueness of Man
- Max Weber and Value Free Sociology: A Marxist Critique (Льюис Д. Марксистская критика социологических концепций Макса Вебера. Автор предисловия и научный ред. М.: Прогресс. 1981)